# Мухоловка гірська
Мухоло́вка гірська (Muscicapa itombwensis) — вид горобцеподібних птахів родини мухоловкових (Muscicapidae). Ендемік Демократичної Республіки Конго. Раніше вважався конспецифічним з лендуйською мухоловкою.

## Поширення і екологія
Гірські мухоловки мешкають в горах Ітомбве на сході Демократичної Республіки Конго. Вони живуть в густих вологих гірських тропічних лісах, на висоті від 1470 до 1820 м над рівнем моря. Живляться комахами. Сезон розмноження триває з січня по вересень.